# Fritz Balogh
Fritz Balogh (Bratislava, 16 dicembre 1920 – 14 gennaio 1951) è stato un calciatore tedesco, di ruolo attaccante.